# Компонент на графичен интерфейс
При компютрите, приспособлението, още графичен елемент на управление или на жаргон: джаджа (на английски: Widget) е компонент в графичния потребителски интерфейс, който показва информация, която се променя автоматично или от потребителя.
Целта на контролния елемент е да показва по достъпен и директен начин информацията на потребителя, ето защо джаджите обикновено се поставят на работния плот или на основния екран на операционната система, за която са предназначени.

## Видове
Има джаджи от различен тип, включително:
- Зависими от мрежата джаджи: като прогнози за времето, валутни курсове, заглавия на новини.
- Widgets, които взаимодействат с потребителя, например бележки за напомняне, социални мрежи като Фейсбук и Туитър.
- Widgets, показващи системна информация за компютъра, който се използва, като температурата на процесора, състоянието на заетостта на RAM и скоростта на трафиране на данни в мрежата.
- Декоративни джаджи: като например кутия за снимки.